# یکاترینا باهاطور
یکاترینا باهاطور (یکاترینا بگلاری باهاطریان) (ارمنی: Եկատերինա Բահաթուր (Եկատերինա Բեգլարի Բահաթրյան؛ انگلیسی: Yekaterina Bahatur زادهٔ ۱۴ ژوئیهٔ ۱۸۷۰ - درگذشته ۹ نوامبر ۱۹۴۴)، نمایشنامه‌نویس اهل ارمنستان بود.

## زندگی‌نامه
وی  با نام اصلی یکاترینا بگلاری باطریان در ۱۴ ژوئیهٔ ۱۸۷۰ در استپاناکرت به دنیا آمد .  وی در ۹ نوامبر ۱۹۴۴ در سن ۷۴ سالگی در ایروان درگذشت.